# Myotis leibii
Myotis leibii là một loài động vật có vú trong họ Dơi muỗi, bộ Dơi. Loài này được Audubon & Bachman mô tả năm 1842.

## Hình ảnh

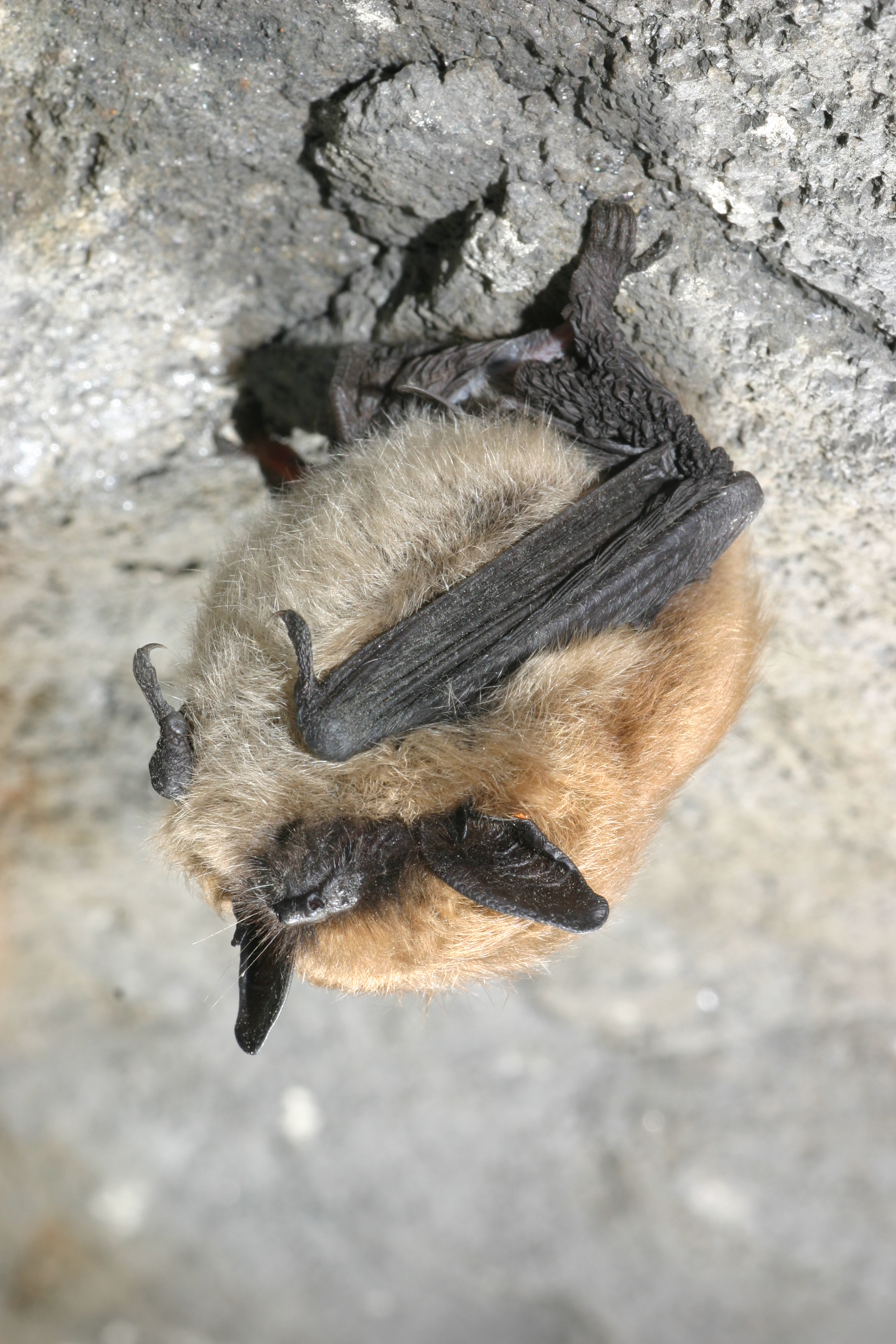
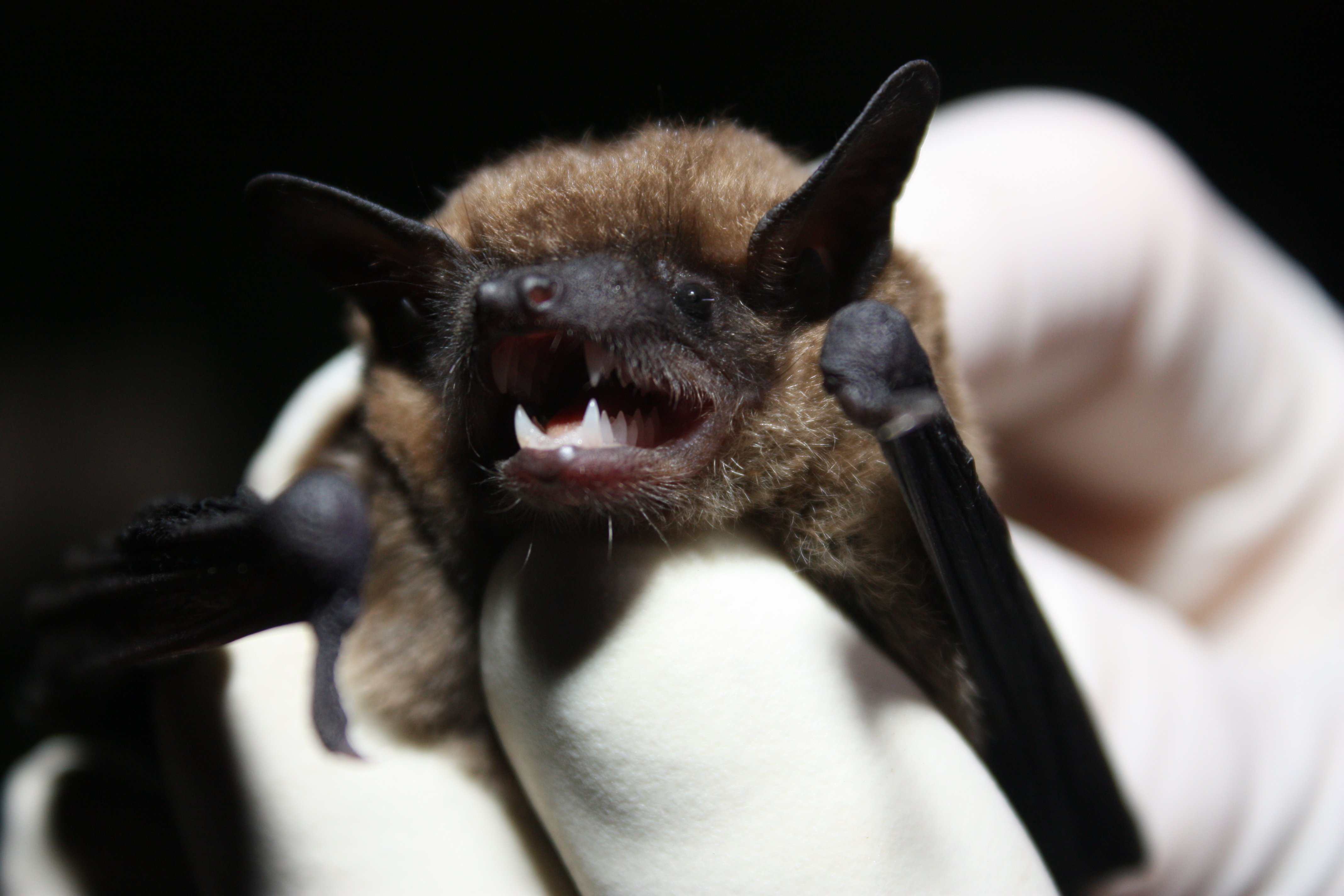
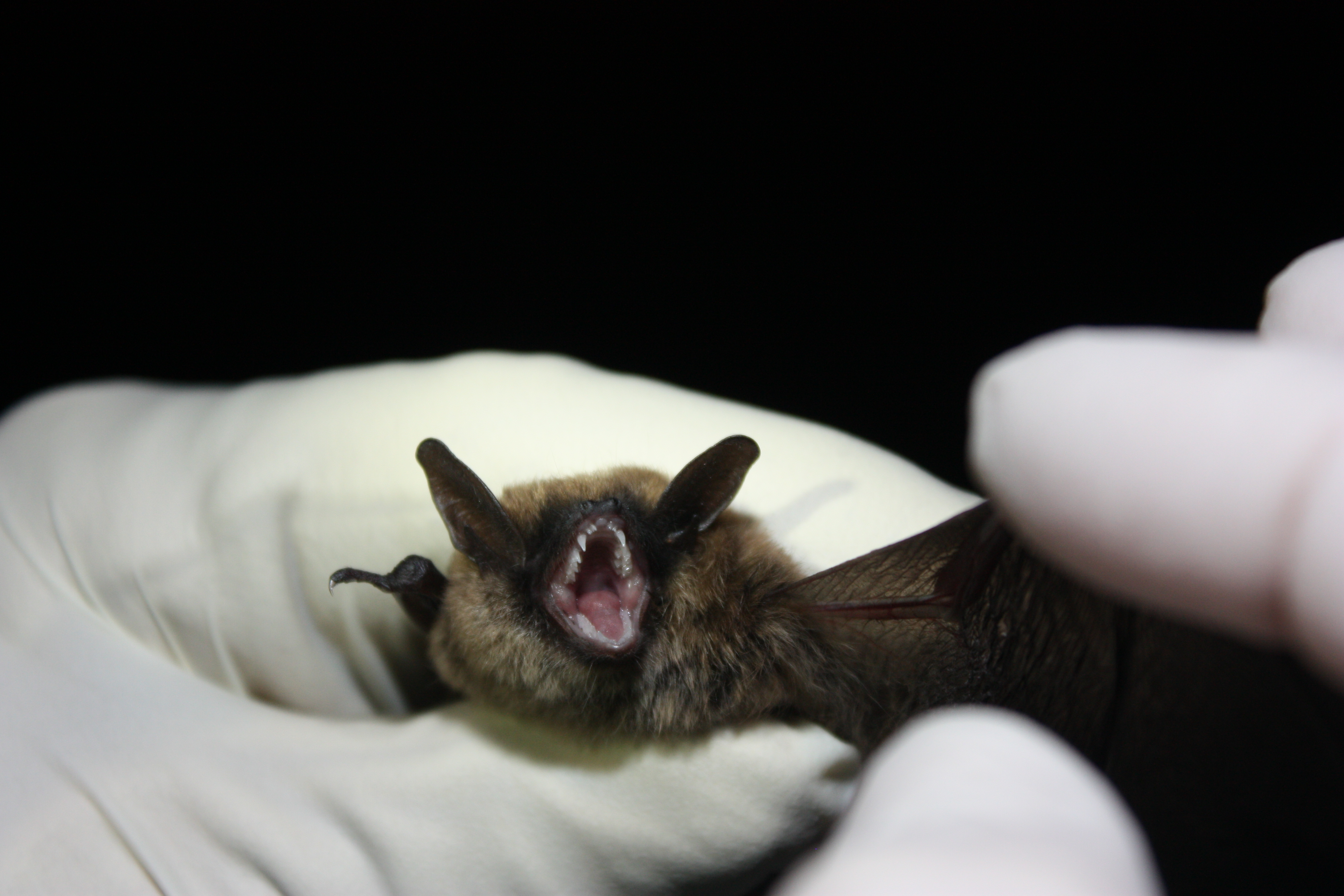
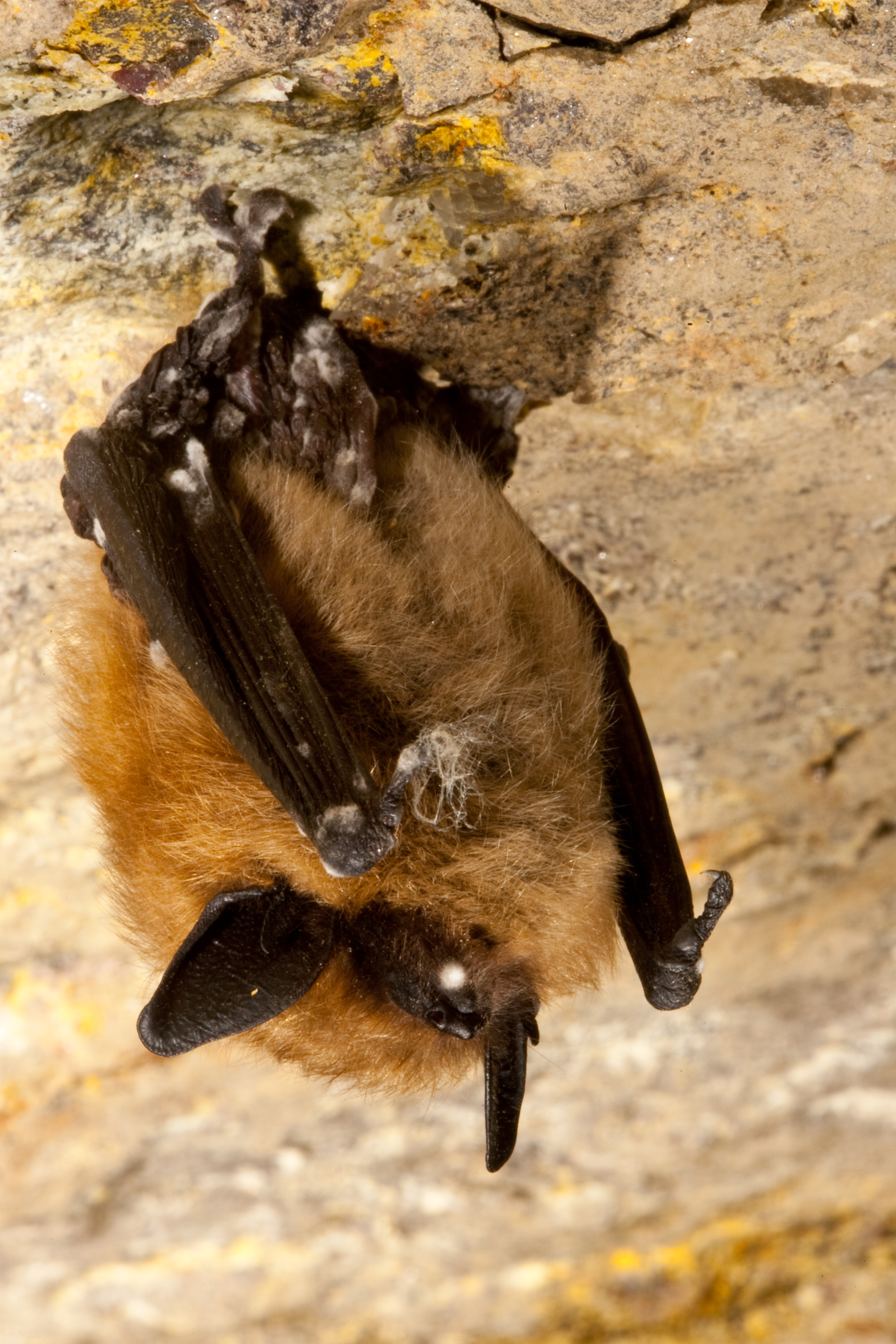